# Радзе (Вармінсько-Мазурське воєводство)
Радзе (пол. Radzie, нім. Königsfließ) — село в Польщі, у гміні Видміни Гіжицького повіту Вармінсько-Мазурського воєводства.
Населення — 224 особи (2011).
У 1975-1998 роках село належало до Сувальського воєводства.

## Демографія
Демографічна структура станом на 31 березня 2011 року:
|          | Загалом | Допрацездатний вік | Працездатний вік | Постпрацездатний вік |
| -------- | ------- | ------------------ | ---------------- | -------------------- |
| Чоловіки | 119     | 21                 | 86               | 12                   |
| Жінки    | 105     | 18                 | 59               | 28                   |
| Разом    | 224     | 39                 | 145              | 40                   |